# Future Games
Future Games — чешская компания, разработчик компьютерных игр. Студия закрылась в 2011 году из-за финансовых проблем, которыми сопровождалось производство их последней игры Alter Ego и её коммерческий провал.

## История
В 1996 году Мартином Маликом (чеш. Martin Malík) была основана частная студия, занимающаяся разработкой компьютерных игр. Как утверждает сам Малик в различных интервью, такое название взято только потому, что хорошо звучит и имеет чёткую связь с играми (при этом ничего общего не имеет с одноименным альбомом группы Fleetwood Mac 1971 года). Компания «Future Games» 14 июня 1999 года была перерегистрирована как общество с ограниченной ответственностью, где Мартин стал генеральным директором. Вторым после него человеком в компании является финансовый директор Марцел Шпэта (чеш. Marcel Špeta). Основной задачей компании были разработка компьютерных игр и их распространение на территории Чехии и Словакии.
В первые годы своего существования, Future Games, совместно с компанией Unknown Identity, выпустили ряд игр, самыми известными из которых являются логическая игра «Boovie» и квест «Посланник Бога» (чеш. Posel Bohů).
В 2001 году компания начала работу над приключенческой игрой с элементами horror — «Вестник Смерти» (чеш. Posel smrti), за пределами Чехии известной как «The Black Mirror (компьютерная игра)». Работа над этим масштабным проектом велась около двух лет, и в 2003 году игра была выпущена в Чехии, став лучшей игрой жанра по мнению местных рейтингов и тематических журналов. Все лето 2003 года, компания занималась распространением и распределением игры за рубеж, и впоследствии подписанных контрактов, «Black Mirror» вышло практически во всех европейских странах (таких как Германия, Австрия, Швейцария, Франция, страны Бенилюкса, Испания, Великобритания, Польша, Болгария, Россия, страны бывшего СССР, Норвегия, Финляндия, Дания, Швеция и другие), а также в США, Канаде и Мексике.
В 2005 году, основываясь на прошлых успехах, Future Games выпустила игру «Нибиру: Посланник богов» (Nibiru: Messenger of the Gods).
Так же в 2005 году начал работу коммерческий отдел, занимающийся распространением отдельных игр в Чешской Республике и Словакии. Так Future Games заключили эксклюзивное соглашение с компанией Новый Диск, в результате чего была издана игра «Ночной дозор» по мотивам романа Сергея Лукьяненко. Было заключено партнерское соглашение с проектом PlaySeats EE, и является единственным поставщиком игрового оборудования PlaySeats в Чехию и Словакию.

## Игры
| Название                 | Оригинал названия                     | Дата выхода      | Локализатор (Дата)           |
| ------------------------ | ------------------------------------- | ---------------- | ---------------------------- |
| Чёрное зеркало           | The Black Mirror                      | февраль 2003     | Акелла (15 марта 2004)       |
| Нибиру: Посланник богов  | Nibiru: Messenger of the Gods         | 31 августа 2005  | Новый Диск (11 марта 2005)   |
| Reprobates: Вторая жизнь | Zatracenci (чешск.) Next Life (англ.) | 14 сентября 2007 | Новый Диск (21 ноября 2007)  |
| Герой                    | Tale of a Hero                        | февраль 2009     | Новый Диск (24 июля 2008)    |
| Alter Ego                | Alter Ego                             | I квартал 2010   | Новый Диск (18 февраля 2010) |